# Torbay
Torbay è un'autorità unitaria del Devon, Inghilterra, Regno Unito, con sede a Torquay.
Il borough, situato al limite occidentale della Lyme Bay, nella cosiddetta English Riviera, fu creato nel 1998, ma esisteva come county borough dal 1968.

## Località
- Torquay
- Paignton
- Brixham